# Daydream
Daydream —en español: Ensueño— es el quinto álbum de estudio de la cantante estadounidense Mariah Carey, publicado el 3 de octubre de 1995 por la compañía discográfica Columbia Records. A diferencia de sus trabajos anteriores, Daydream se inclinó hacia géneros más contemporáneos, como el hip hop y música urbana, aunque también conservó ciertas reminiscencias de sus predecesores. Durante las sesiones de grabación, Carey trabajó con el productor Walter Afanasieff, con quien había compuesto la mayor parte de sus álbumes anteriores. Con Daydream, la cantante tomó más control sobre la dirección musical, así como la composición del álbum. Carey consideró a Daydream como el comienzo de su transformación musical y vocal, un cambio que se hizo más evidente en su sexto álbum, Butterfly (1997). Durante la producción del álbum, Carey mantuvo muchas diferencias creativas con su discográfica y su entonces esposo, Tommy Mottola.
En Daydream, Carecolaboró por primera vez con el productor Jermaine Dupri, con quien compuso un par de temas. Adicionalmente, enlistó a Kenneth "Babyface" Edmonds, con quien ya había trabajado durante la grabación de Music Box (1993) y con el grupo de R&B, Boyz II Men. Con la asistencia de Afanasieff y algunos productores adicionales, Carey inició una transición sutil al mercado del R&B.
Tras su lanzamiento, Daydream fue aclamado por los críticos, quienes elogiaron la producción del álbum, su calidad sónica, las composiciones y la progresión musical de Carey. Se convirtió en el álbum mejor calificado de Carey en ese momento y obtuvo seis nominaciones a la 38.ª ceremonia anual de los premios Grammy, incluyendo álbum del año. Debido al éxito crítico y comercial del álbum, la prensa consideraba que Carey sería una de las triunfadoras de la noche, sin embargo, no recibió ningún galardón, suscitando una controversia pública y cuestionamientos a la academia.
Daydream se convirtió en un éxito mundial, encabezando las listas en nueve países, incluyendo el Billboard 200 de Estados Unidos y alcanzó los cinco primeros puestos en casi todos los principales mercados musicales. Fue el segundo álbum de Carey en ser certificado diamante por la Recording Industry Association of America (RIAA). Con ventas de más de 20 millones de copias en todo el mundo, Daydream es uno de los álbumes más vendidos de todos los tiempos.
Se lanzaron seis sencillos del álbum. El primero, «Fantasy», se convirtió en el primer sencillo de una artista femenina en debutar en el número uno del Billboard Hot 100 de Estados Unidos y encabezó la lista durante ocho semanas, convirtiéndose en el segundo sencillo más vendido de 1995 en el país. El segundo sencillo, «One Sweet Day», encabezó el Hot 100 durante dieciséis semanas y se convirtió en el sencillo número uno de mayor duración en la historia de Billboard, manteniendo el récord durante 23 años. En conjunto, los sencillos de Daydream pasaron seis meses combinados en la cima del Hot 100. Para promocionar el álbum, Carey se embarcó en la corta pero exitosa gira Daydream World Tour, visitando Japón y Europa.
Según Nielsen SoundScan, hasta marzo de 2013, Daydream vendió 7 605 000 copias en los Estados Unidos, donde se convirtió en el álbum más vendido de Carey.

## Antecedentes
Luego del enorme éxito de su tercer álbum de estudio, Music Box (1993), Carey intentó lograr un control mayor sobre las decisiones creativas. Si bien Tommy Mottola y los ejecutivos de Columbia Records deseaban continuar con el estilo pop igual que el de sus álbumes pasados, Carey deseaba darle un toque más urbano a su nuevo trabajo. Desde los comienzos de su carrera, Carey se había interesado en el hip hop, pero los jefes de su discográfica se negaron rotundamente.
Tras su boda con Mottola en 1993, los conflictos matrimoniales crecieron a la par de los conflictos profesionales. En 1995 la cantante anunció que su música tomaría una nueva dirección con el lanzamiento de Daydream. Se involucró mucho más en el proyecto que en sus otros discos e incorporó nuevos géneros musicales como hip hop. Se dice que los ejecutivos de Columbia, incluido Mottola, se desconcertaron y hasta le preguntaron si se había vuelto loca. Carey declararía más tarde que su discográfica era conservadora y estaban muy nerviosos acerca de "romper la fórmula".

## Grabación
Con la insistente postura de Carey, finalmente sus productores cedieron y le dieron su apoyo para el proyecto que tenía en mente.
Carey tenía una idea de hacía tiempo, y era crear una canción con un sample de una canción de los '80: Genius of Love, de Tom Tom Club. Este proyecto se convertiría en "Fantasy". Al comentarla todos se entusiasmaron y hasta la ayudaron en todo lo que pudieron. Sin embargo, todo cambió cuando la cantante le propuso a los raperos Sean Combs y Ol' Dirty Bastard que ayudaran a producir la canción y hasta participar en el remix. En Columbia Records veían al rap como un asesino en potencia.
Otra de las canciones que causaron el descontento de Mottola fue "One Sweet Day", cuando se enteró de que sería un dueto con Boyz II Men, sin embargo, se convirtió en la canción más exitosa en la historia del Billboard, al permanecer en el número 1 por la increíble cantidad de 16 semanas, récord que fue batido en 2019 por la canción Old Town Road de Lil Nas X y Billy Ray Cyrus al permanecer en el número 1 por 19 semanas.

## Recepción

### Comercial
Daydream debutó en el número uno en la lista Billboard 200 de Estados Unidos, con 224.000 copias vendidas en su primera semana. Permaneció en la cima durante seis semanas no consecutivas, en el top 20 por cuarenta y un semanas no consecutivas, y en toda la lista por ochenta y un semanas.
El álbum alcanzó las 760 000 copias vendidas sólo en la duodécima semana (Navidad de 1995), batiendo un récord ya que hasta entonces ésta era la mejor semana en ventas para una artista mujer.
Daydream fue el segundo álbum más vendido durante 1996 en Estados Unidos, sólo detrás de Jagged Little Pill de Alanis Morissette. 
El álbum ha vendido aproximadamente diez millones de unidades en Estados Unidos, por lo que ha sido certificado de diamante por la RIAA. Sin embargo, en 2013 de acuerdo con Nielsen SoundScan el disco había vendido aproximadamente 7 605 000 copias. En el mundo, el estimado es de unas 20 millones de ejemplares distribuidas, lo que lo convierte en uno de los más vendidos de todos los tiempos.
El álbum también alcanzó el número en Australia, el Reino Unido, Suiza, Alemania y Japón, además era top 5 en Canadá.

### Sencillos
"Fantasy", el sencillo que abrió el álbum debutó en el número 1 del Billboard Hot 100, convirtiendo a Carey en la primera artista femenina en lograr ésta hazaña y segunda en general después de Michael Jackson. La canción se mantuvo durante ocho semanas en primer lugar. También llegó al número 1 en Australia, Canadá y Nueva Zelanda; y llegó al top 10 en el Reino Unido, Irlanda, Italia, Francia y Finlandia.
El segundo sencillo, "One Sweet Day", también debutó en el número 1, convirtiendo a Carey en la única artista en tener dos sencillos que hayan debutado en el "top" de la lista, hasta ese momento. La canción se mantuvo por dieciséis semanas en el número uno, haciendo que Carey rompiera otro récord, el de la estadía más larga en el número uno en el Billboard Hot 100 (aunque más de 20 años después la canción "Despacito" de Luis Fonsi y Daddy Yankee también logra esta hazaña en el 2017). Sin embargo, el récord de ambas canciones fue batido en 2019 por Old Town Road de Lil Nas X y Billy Ray Cyrus que logra ocupar diecinueve semanas en número uno. El sencillo también llegó al número 1 en Canadá y Nueva Zelanda, mientras que en otros países como el Reino Unido y Australia, logran entrar en el top 10.
El tercer sencillo, "Open Arms", que es un cover de la canción de Journey, fue lanzado exclusivamente para Europa, donde fue otro sencillo que llegó al top 10 en el Reino Unido.
"Always Be My Baby", el cuarto sencillo, no debutó en el número 1 cómo sus antecesores, pero logró llegar al primer lugar en el Billboard Hot 100 luego de algunas semanas. Fue otro sencillo que llegó al top 10 en el Reino Unido; en el resto del mundo tuvo un éxito moderado. Sin embargo, no evitó a que se convirtiera en una de las canciones más populares de Carey de todos los tiempos. 
Entre otros sencillos destacan "Forever", top 10 en las radios en Estados Unidos y el sencillo final "Underneath the Stars" que nunca se lanzó de manera oficial.

### Crítica
Daydream fue nominado a seis Grammy's en 1996, en los que se destacan las categorías "Álbum del año" "Mejor Álbum Pop" y "Grabación del año" para "One Sweet Day", ganando ninguno.
El "Álbum del año" fue dado a Jagged Little Pill de Alanis Morissette, "Mejor Álbum pop" fue dado a Turbulent Indigo de Joni Mitchell y "Grabación del año" a "Kiss from a Rose" de Seal.
Daydream clasificó en el número 116 en los 200 álbumes más influyente y populares del Rock and Roll Hall of Fame.
Ken Tucher de Entertainment Weekly señaló que el álbum era la mejor colección de Carey desde su álbum debut en 1990. Además AllMusicGuide lo llamó "su mejor disco hasta la fecha, con una fuerte y cuidadosa selección de canciones"... El crítico también se refirió a su voz como "muy apasionada", que estaba en notable contraste con los comentarios que su técnica vocal estaba a expensas de sentimiento y emoción.

## Lista de canciones
| Daydream |                                              |                                                                                         |                       |          |  |
| N.º      | Título                                       | Escritor(es)                                                                            | Productor(es)         | Duración |  |
| 1.       | «Fantasy»                                    | Mariah Carey • Dave Hall • Chris Frantz • Tina Weymouth • Adrian Belew • Steven Stanley | Carey • Hall          | 4:04     |  |
| 2.       | «Underneath the Stars»                       | Carey • Walter Afanasieff                                                               | Carey • Afanasieff    | 3:33     |  |
| 3.       | «One Sweet Day» (con Boyz II Men)            | Carey • Afanasieff • Michael McCary • Nathan Morris • Wanya Morris • Shawn Stockman     | Carey • Afanasieff    | 4:42     |  |
| 4.       | «Open Arms»                                  | Jonathan Cain • Steve Perry                                                             | Carey • Afanasieff    | 3:30     |  |
| 5.       | «Always Be My Baby»                          | Carey • Jermaine Dupri • Manuel Seal                                                    | Carey • Dupri • Seal1 | 4:18     |  |
| 6.       | «I Am Free»                                  | Carey • Afanasieff                                                                      | Carey • Afanasieff    | 3:09     |  |
| 7.       | «When I Saw You»                             | Carey • Afanasieff                                                                      | Carey • Afanasieff    | 4:24     |  |
| 8.       | «Long Ago»                                   | Carey • Dupri • Seal                                                                    | Carey • Dupri • Seal1 | 4:33     |  |
| 9.       | «Melt Away»                                  | Carey • Babyface                                                                        | Carey                 | 3:42     |  |
| 10.      | «Forever»                                    | Carey • Afanasieff                                                                      | Carey • Afanasieff    | 4:00     |  |
| 11.      | «Daydream Interlude» (Fantasy Sweet Dub Mix) | Carey • Frantz • Weymouth • Belew • Stanley • Hall                                      | Carey • David Morales | 3:04     |  |
| 12.      | «Looking In»                                 | Carey • Afanasieff                                                                      | Carey • Afanasieff    | 3:35     |  |

| Edición japonesa — pista adicional |                          |                                                    |                 |          |  |
| N.º                                | Título                   | Escritor(es)                                       | Productor(es)   | Duración |  |
| 13.                                | «Fantasy» (Def Club Mix) | Carey • Frantz • Weymouth • Belew • Stanley • Hall | Carey • Morales | 3:45     |  |

| Edición latinoamericana y española — pista adicional |                    |                       |                    |          |  |
| N.º                                                  | Título             | Escritor(es)          | Productor(es)      | Duración |  |
| 13.                                                  | «El amor que soñé» | Cain • Perry • Benito | Carey • Afanasieff | 3:32     |  |

Notas:
- 1 significa un coproductor
- "Fantasy" y "Daydream Interlude (Fantasy Sweet Dub Mix)" contienen un sample e interpolación de "Genius of Love" (1981) de Tom Tom Club
- "Long Ago" contiene un sample de "More Bounce to the Ounce" (1980) de Zapp

## Listas
| Lista (1995-1996)                       | Mejor posición |
| --------------------------------------- | -------------- |
| Argentina (CAPIF)                       | 7              |
| Alemania (Offizielle Top 100)           | 1              |
| Australia (ARIA)                        | 1              |
| Austria (Ö3 Austria)                    | 5              |
| Bélgica (Ultratop Flandes)              | 6              |
| Bélgica (Ultratop Valonia)              | 3              |
| Canadá (RPM)                            | 2              |
| Chile (IFPI)                            | 5              |
| Dinamarca (Hitlisten)                   | 2              |
| Escocia (OCC)                           | 6              |
| España (PROMUSICAE)                     | 5              |
| Estados Unidos (Billboard 200)          | 1              |
| Estados Unidos (Top R&B/Hip-Hop Albums) | 1              |
| Europa (Top 100)                        | 2              |
| Finlandia (Suomen virallinen lista)     | 12             |
| Francia (SNEP)                          | 2              |
| Hungría (Mahasz)                        | 13             |
| Irlanda (IRMA)                          | 6              |
| Islandia (Tónlist)                      | 4              |
| Italia (Musica e dischi)                | 6              |
| Japón (Oricon)                          | 1              |
| Noruega (VG-lista)                      | 3              |
| Nueva Zelanda (RMNZ)                    | 6              |
| Países Bajos (MegaCharts)               | 1              |
| Portugal (AFP)                          | 1              |
| Reino Unido (UK Albums Chart)           | 1              |
| Reino Unido (UK R&B Chart)              | 1              |
| Suecia (Sverigetopplistan)              | 6              |
| Suiza (Schweizer Hitparade)             | 1              |